# Osekovo
Osekovo är en ort i Kroatien.   Den ligger i länet Moslavina, i den östra delen av landet, 60 km sydost om huvudstaden Zagreb. Osekovo ligger 107 meter över havet och antalet invånare är 1 023.
Terrängen runt Osekovo är platt. Runt Osekovo är det ganska glesbefolkat, med 22 invånare per kvadratkilometer. Närmaste större samhälle är Kutina, 13,7 km öster om Osekovo. I omgivningarna runt Osekovo växer i huvudsak lövfällande lövskog.